# Ronnie Commissaris

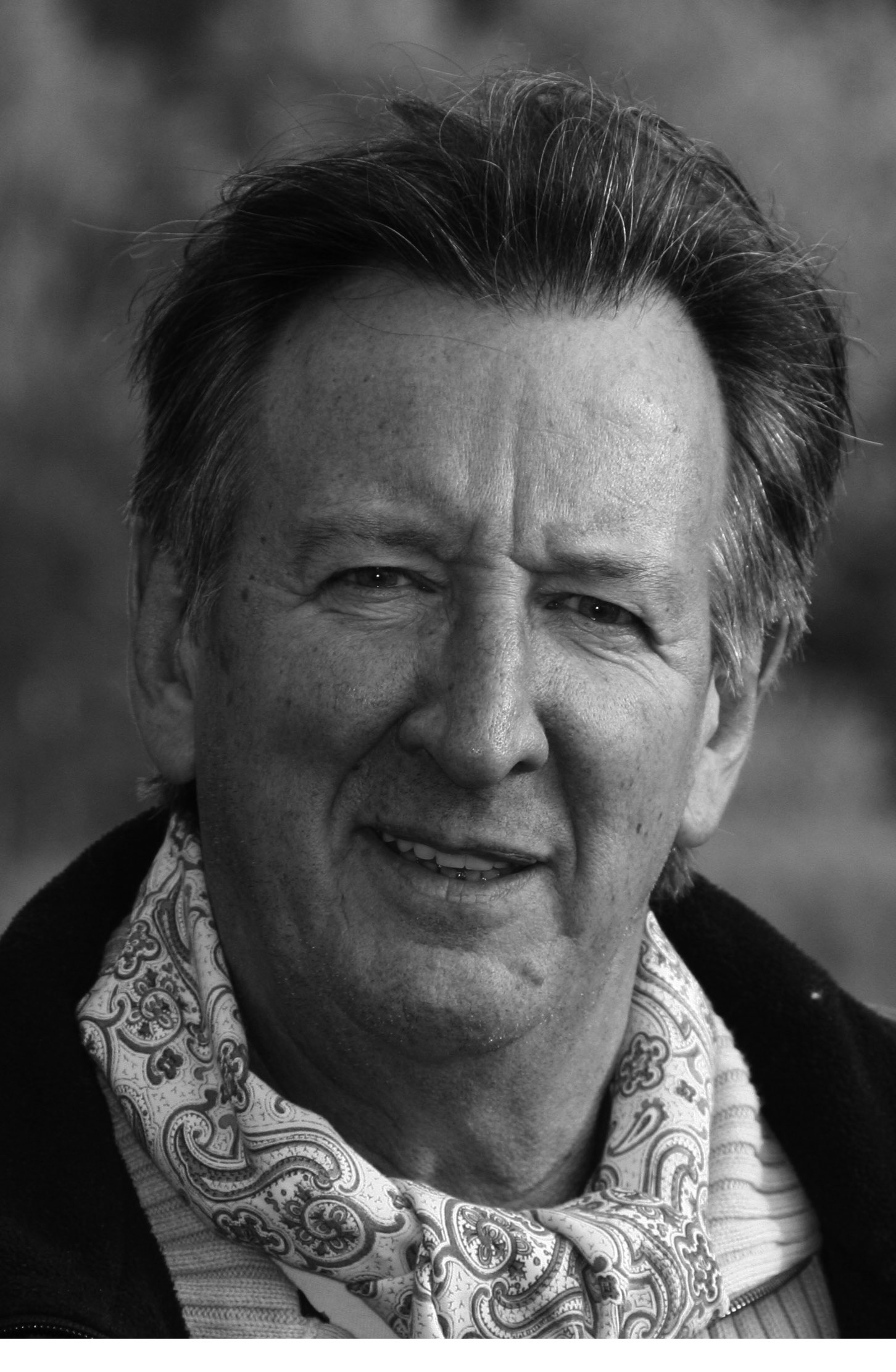
Ronnie Commissaris

Ronnie Commissaris (Antwerpen, 28 januari 1950) is een Belgisch acteur en regisseur. Zijn bekendste rol is die van Hendrik Suys in Familie.

## Carrière
Commissaris speelde gastrollen in BEL de 500 (Pierre), De Collega's (tv-regisseur), Het Pleintje (Adrien Verschuren), F.C. De Kampioenen (mijnheer Kolenbunder), 2 Straten verder, Wittekerke (Ward Persoons), Flikken (vader De Brock), Hallo België! (inspecteur van de FBI), Witse (procureur Karel Vandesype), Aspe (dokter Dehart), Spoed (Deschacht) en Lili en Marleen (inspecteur Lauwreys). Hij vertolkte ook een bijrol in de internationale film The Expatriate uit 2012.
Hij is de regisseur van de comedyseries van René Vlaeyen, waaronder De Kotmadam, Café Majestic en Droge voeding, kassa 4.
In De Kotmadam speelde hij ook zelf tot tweemaal een gastrol als Desiré Billen, de vader van Betty Billen in 1996 en 1997, Johnny in 2003 en regisseur Casters in 2005.
Ronnie Commissaris is oprichter en is opleidingshoofd geweest van de opleiding Musical aan het departement Koninklijk Conservatorium Brussel van de Erasmushogeschool Brussel.
Hij speelde in 2014-2015 de rol van François, een van de hoofdpersonages in 'Esprits de Famille', een Franstalige serie van tien afleveringen (52'), die tot stand kwam als coproductie van Stromboli Productions en RTFB. In 2021 was hij te zien als Werner Van Eyken in de serie Coyotes. 